# Leocyma euproctisoides
Leocyma euproctisoides är en fjärilsart som beskrevs av Walker 1865. Leocyma euproctisoides ingår i släktet Leocyma och familjen trågspinnare. Inga underarter finns listade i Catalogue of Life.